# Lijst van oorlogsmonumenten in Berkelland
De Nederlandse gemeente Berkelland heeft verschillende oorlogsmonumenten. Hieronder een overzicht.
| Nr.  | Object                              | Herdachte groep | Ontwerper                              | Onthulling       | Type                                     | Locatie                                                    | Plaats                         | Coördinaten                  | Foto                                |
| ---- | ----------------------------------- | --- | -------------------------------------- | ---------------- | ---------------------------------------- | ---------------------------------------------------------- | ------------------------------ | ---------------------------- | ----------------------------------- |
| 378  | Monument voor Edward H.J. Foster    | geallieerde militairen |                                        | 1 april 2005     | gedenksteen                              | Höfteweg 1, 7161 HH                                        | Neede                          | 52° 8' 6" NB, 6° 35' 42" OL  |                                     |
| 537  | Oorlogsmonument                     | militairen in dienst van het Ned. Kon. 1940-1945, burgerslachtoffers, vervolgden Nederland, verzet Nederland, militairen in dienst van het Ned. Kon. na 1945 (10 gedenktekens: zie galerij.) | Nicolaas A. van der Kreek (31-01-1896) | 1 mei 1948       | beeld/sculptuur                          | Rekkenseweg 1, 7152 AA                                     | Eibergen                       | 52° 5' 49" NB, 6° 39' 15" OL | Meer afbeeldingen                   |
| 715  | Monument 1940-1945                  | algemeen | J.H. Kranenborg                        |                  | gedenkbank                               | Bergweg 14                                                 | Neede                          | 52° 8' 34" NB, 6° 35' 41" OL |                                     |
| 1910 | Oorlogsmonument                     | burgerslachtoffers | Marie Eitink                           | 3 mei 1955       | beeld/sculptuur                          | 't Rikkelder by 101, 7261 BE                               | Ruurlo                         | 52° 5' 13" NB, 6° 27' 7" OL  |                                     |
| 1989 | Monument in de N.H. kerk            | verzet Nederland | Titus Leeser (1903-1996)               | 1946             | plaquette                                | Dorpsstraat, 7274 AM                                       | Geesteren                      | 52° 8' 21" NB, 6° 31' 38" OL |                                     |
| 1990 | Monument voor Britse Piloten        | geallieerde militairen |                                        |                  | gedenksteen                              | Deugenweerd, 7271 XR                                       | Borculo                        | 52° 7' 6" NB, 6° 31' 11" OL  | Monument voor Britse Piloten        |
| 1991 | Oorlogsmonument                     | burgerslachtoffers, vervolgden Nederland | H. Horsten                             |                  | zuil                                     | Burg. Bloemersstraat, 7271 EA                              | Borculo                        | 52° 6' 45" NB, 6° 31' 2" OL  | Oorlogsmonument                     |
| 1992 | Herdenkingsmonument                 | algemeen | Titus Leeser (1903-1996)               | 30 december 1946 | overig                                   | Wolinkweg 21, 7273 SL                                      | Haarlo                         | 52° 6' 38" NB, 6° 34' 52" OL |                                     |
| 2499 | Indië-monument                      | militairen in dienst van het Ned. Kon. na 1945 |                                        | 18 december 1996 | gedenksteen + stalen helm (van militair) | hoek Kerkstraat/Nieuwstraat                                | Eibergen                       | 52° 6' 3" NB, 6° 38' 39" OL  | Indië-monument                      |
| 3066 | Indië-monument                      | Militairen in dienst van het Ned. Kon. na 1945 |                                        | 27 december 2004 | plaquette                                | Burg. Bloemersstraat, 7271 DA                              | Borculo                        | 52° 6' 50" NB, 6° 31' 0" OL  | Indië-monument                      |
| 3067 | De Vrijheidsstrijder                | allen, militairen in dienst van het Ned. Kon. na 1945, militairen in dienst van het Ned. Kon. 1940-1945, burgerslachtoffers, geallieerde militairen                                          | Henny Zandjans (1953)                  | 27 december 2004 | beeld/sculptuur                          | Burgemeester Bloemersstraat/Prinses Marijkestraat, 7271 GV | Borculo                        | 52° 6' 50" NB, 6° 31' 0" OL  | De Vrijheidsstrijder                |
| 3077 | Oorlogsmonument                     | burgerslachtoffers, militairen in dienst van het Ned. Kon. 1940-1945 |                                        |                  | overig                                   | Kampstraat 5, 7156 MG                                      | Beltrum                        | 52° 3' 59" NB, 6° 33' 45" OL |                                     |
| 3212 | Monument op de Joodse begraafplaats | vervolgden Nederland |                                        |                  | plaquette                                | Weverstraat 4, 7271 AJ                                     | Borculo                        | 52° 6' 56" NB, 6° 31' 27" OL | Monument op de Joodse begraafplaats |
| 3212 | Monument op de Joodse begraafplaats | vervolgden Nederland |                                        |                  | plaquette                                | Weverstraat 4, 7271 AJ                                     | Borculo                        | 52° 6' 56" NB, 6° 31' 27" OL | Monument op de Joodse begraafplaats |
|      | Stolpersteine                       | vervolgden Nederland. | Gunter Demnig                          |                  | relief                                   |                                                            | Burculo, Eibergen en Geesteren |                              |                                     |

## Galerij, Rekkenseweg 1 (monument 537)

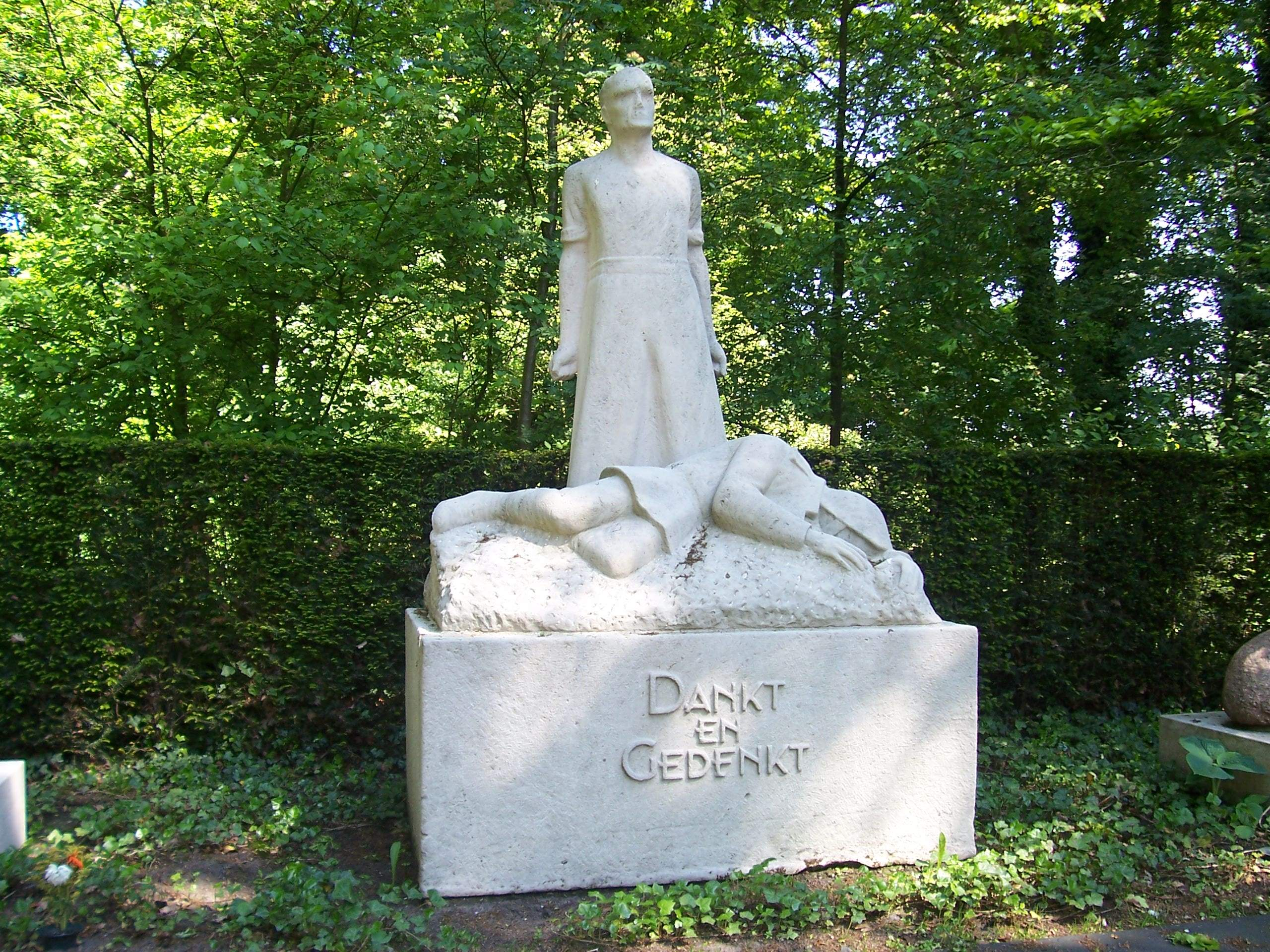
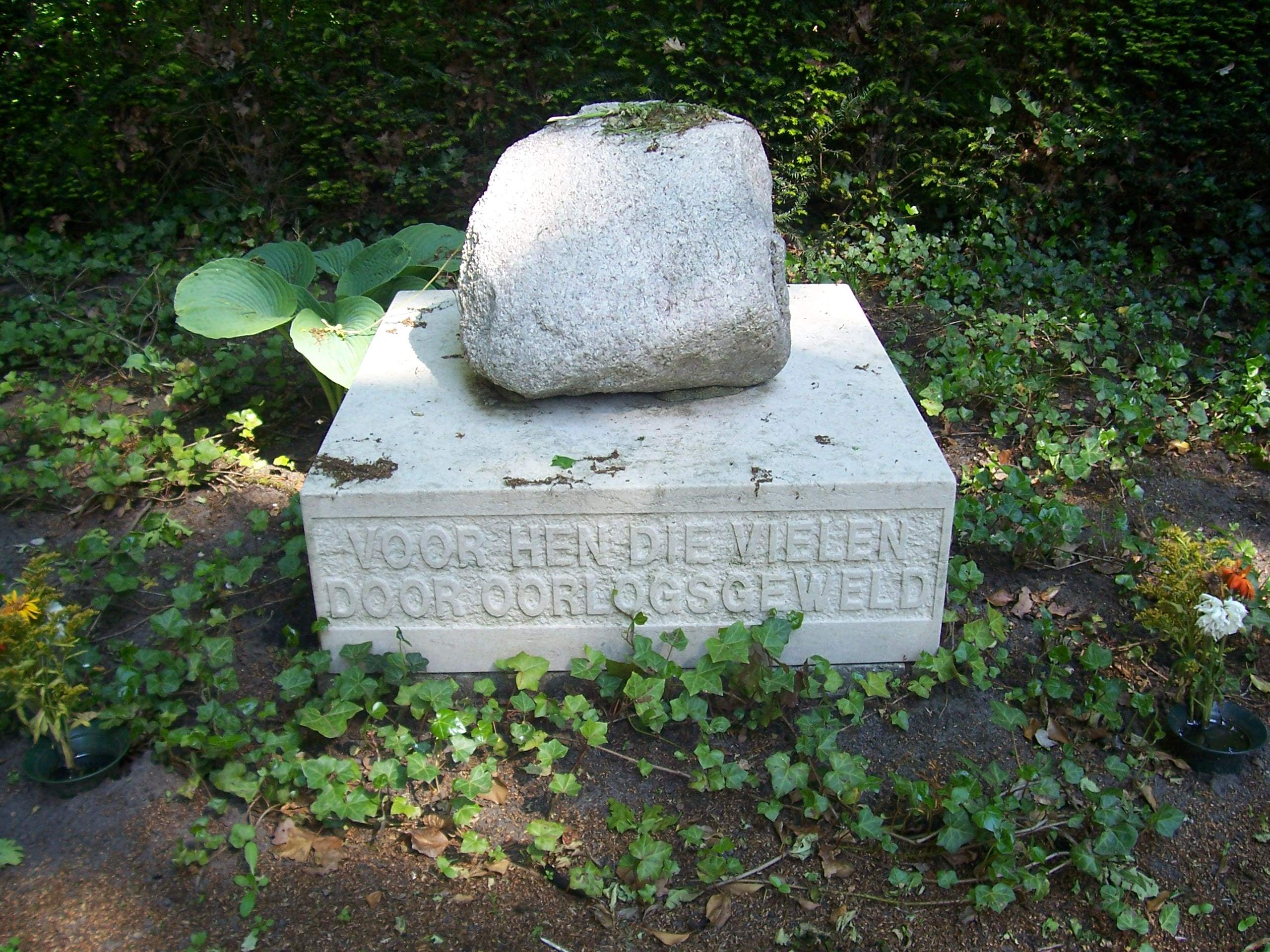
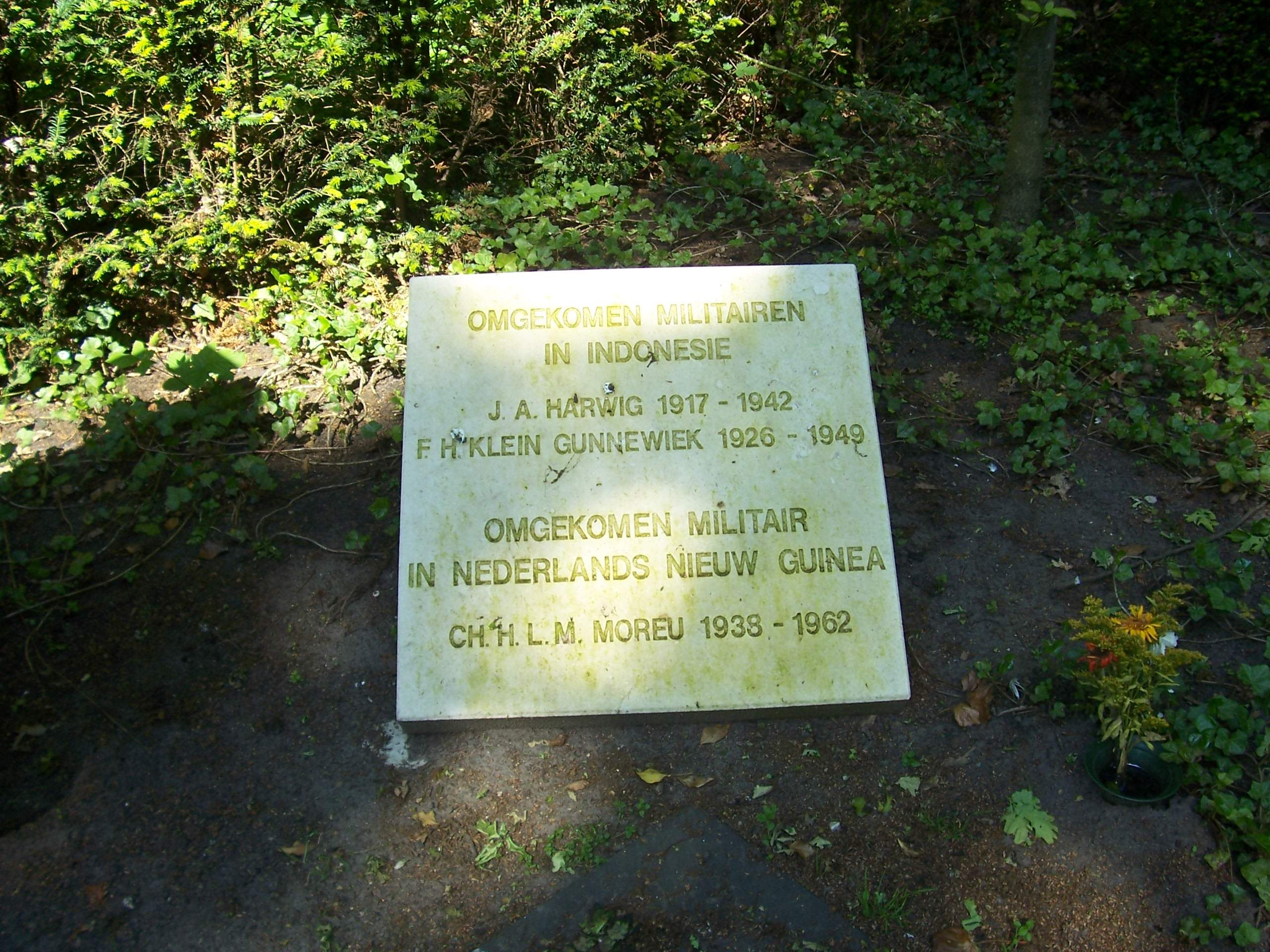
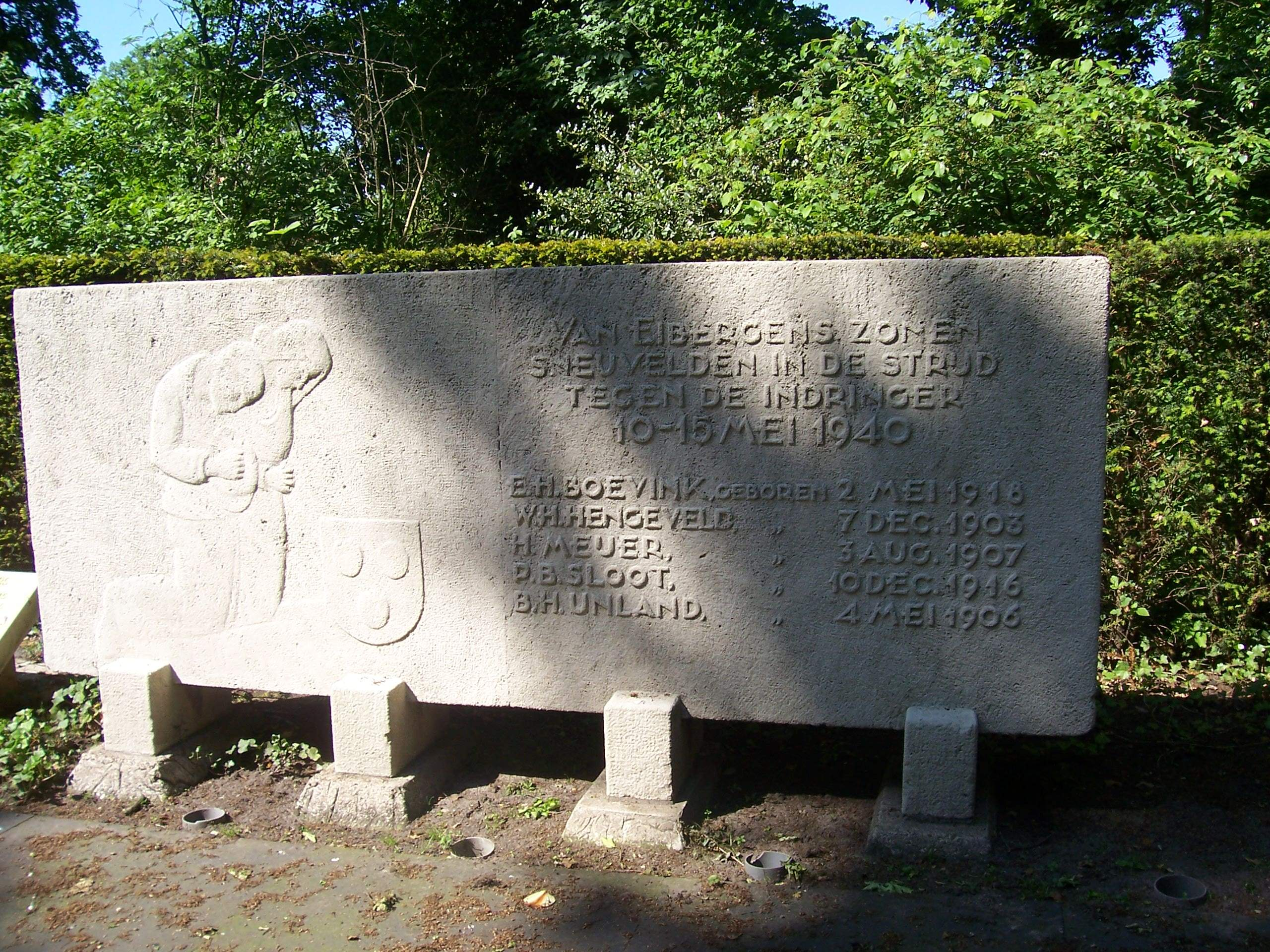
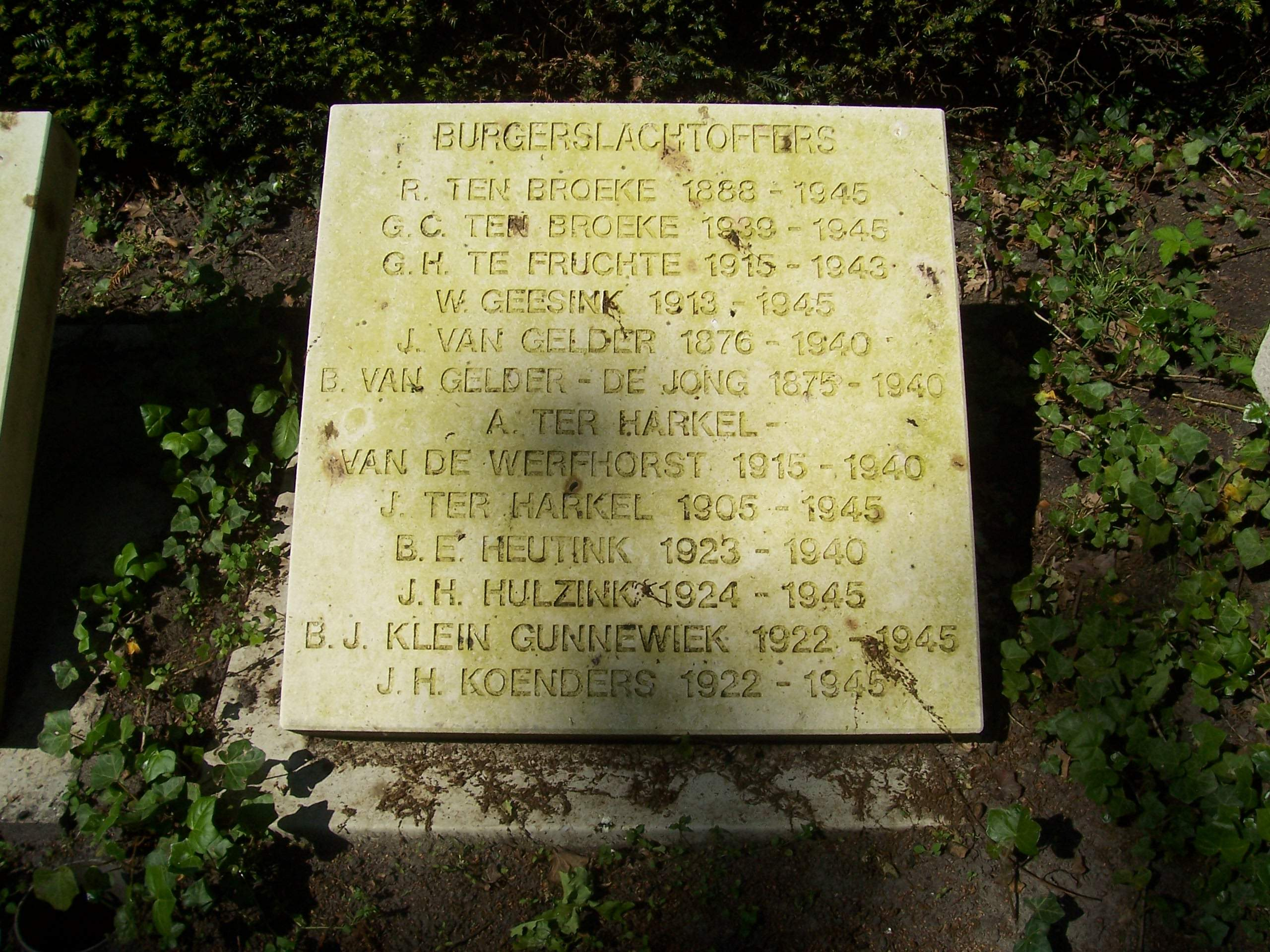

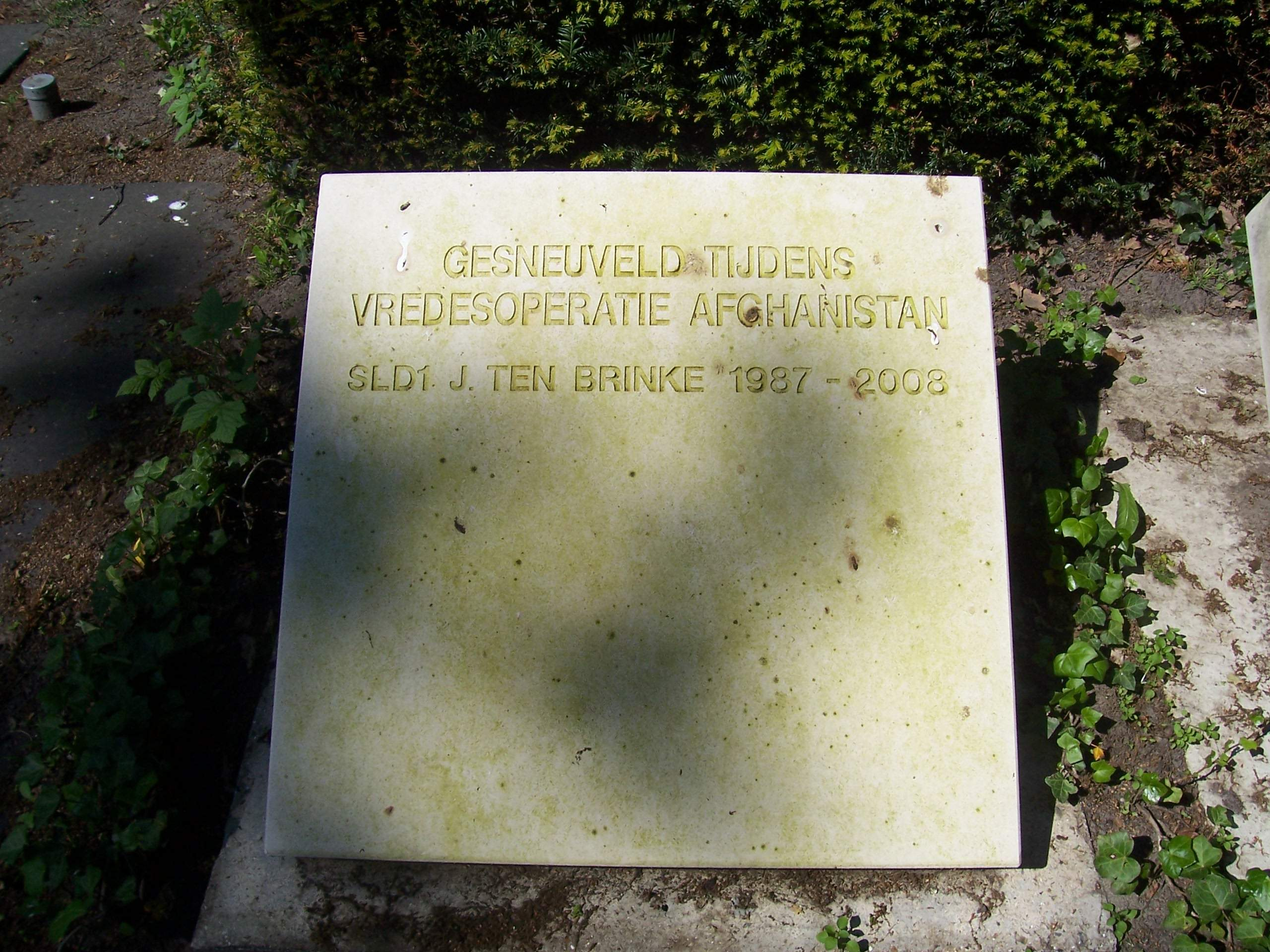
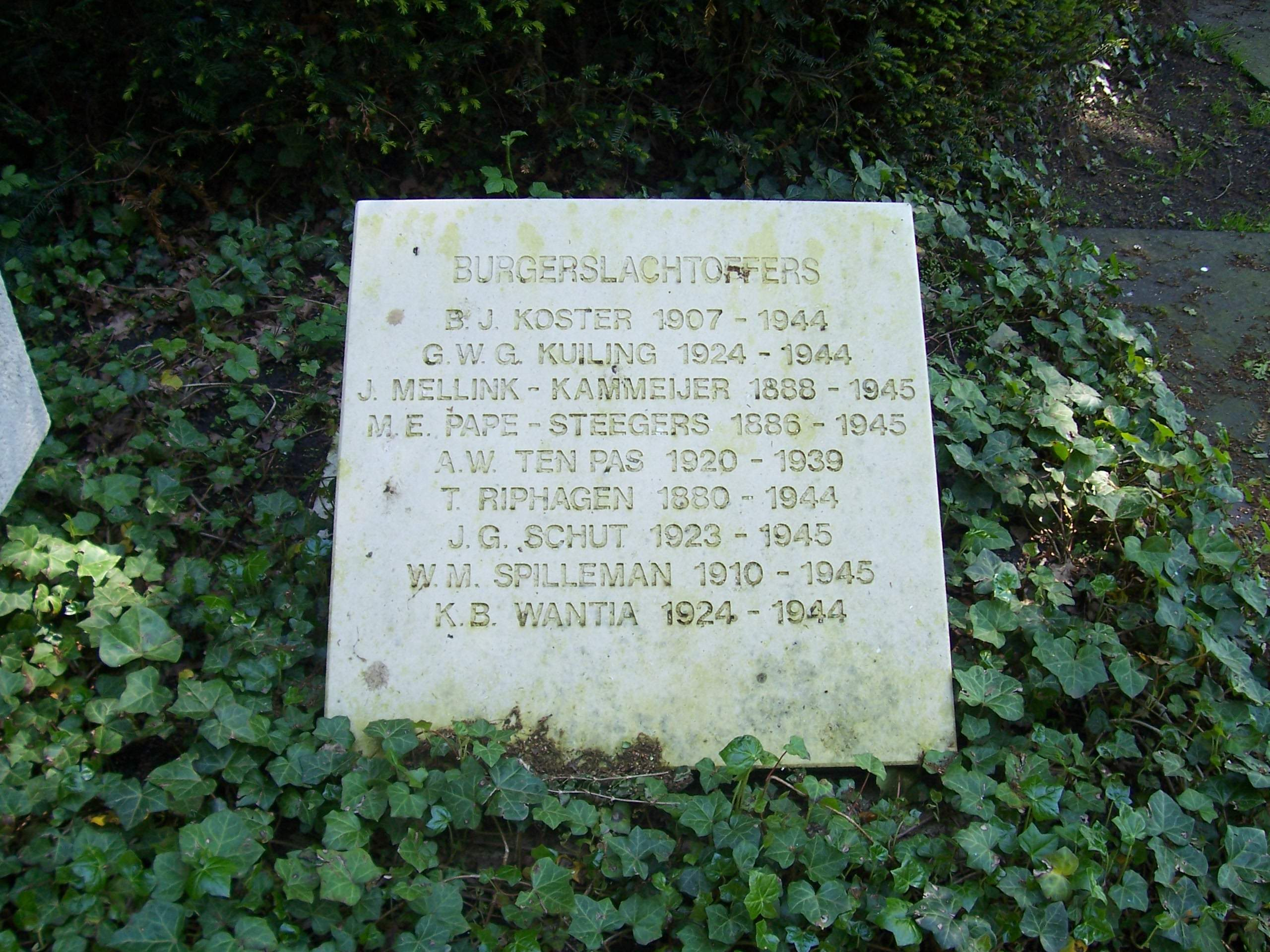
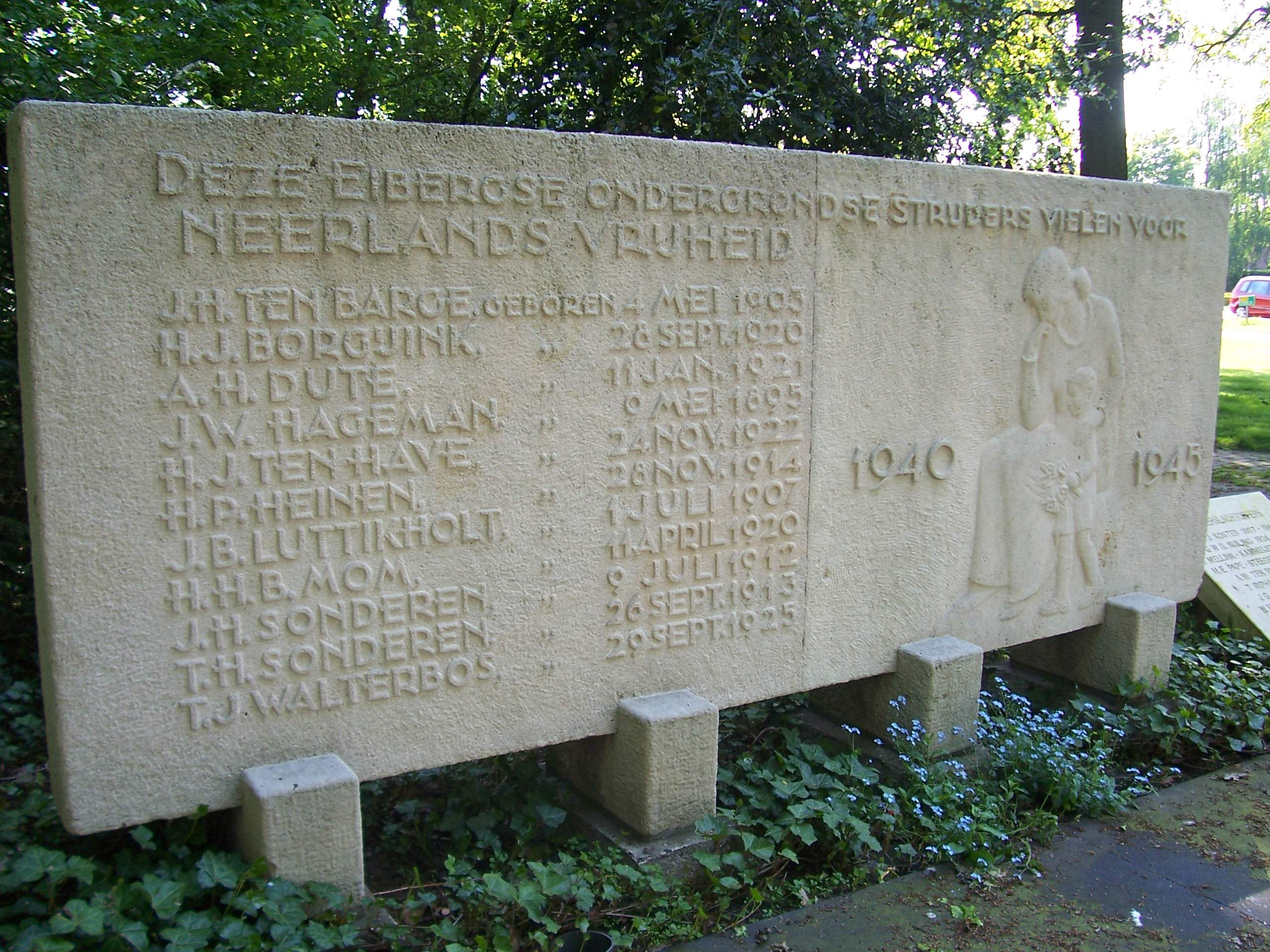
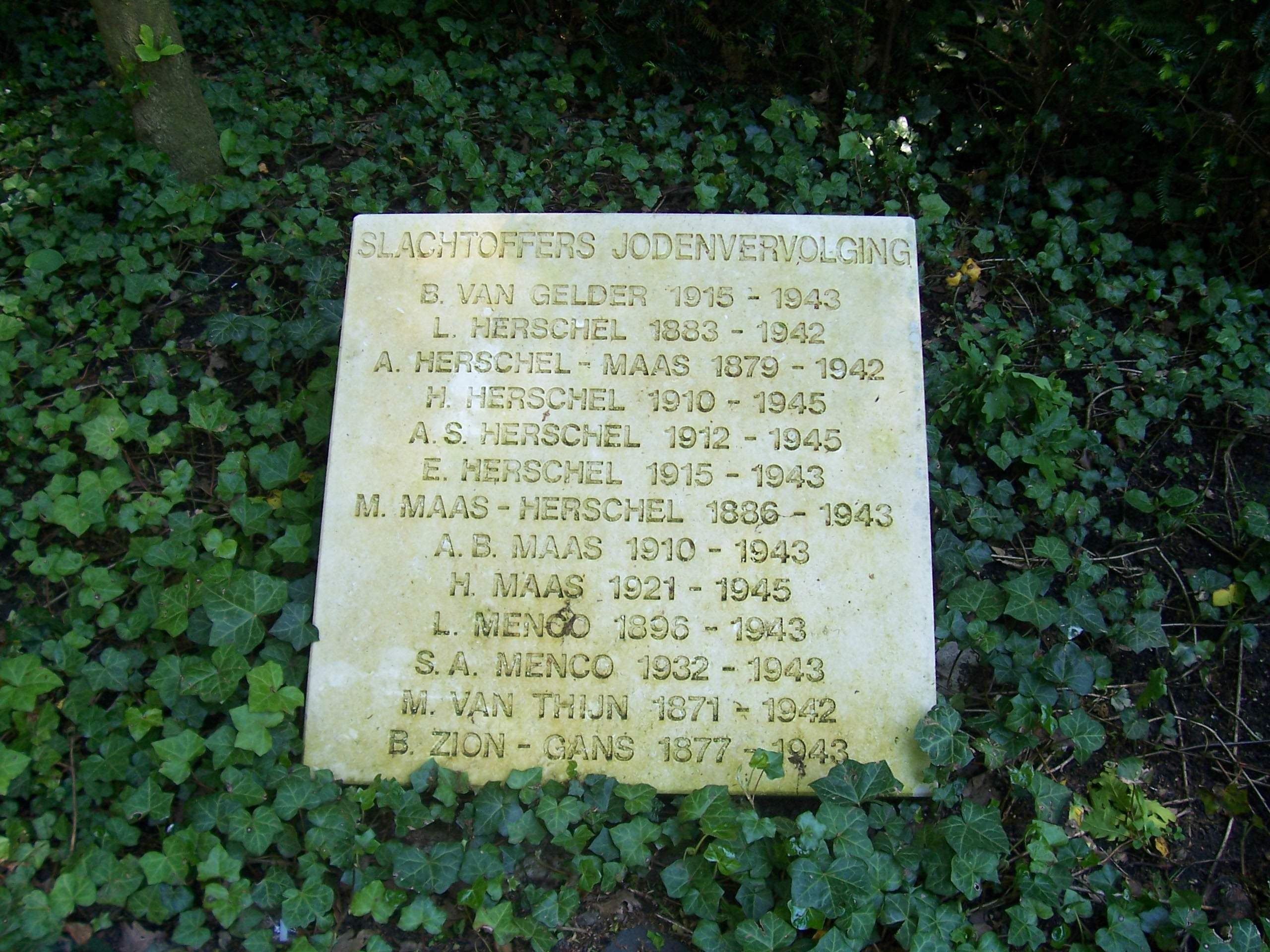
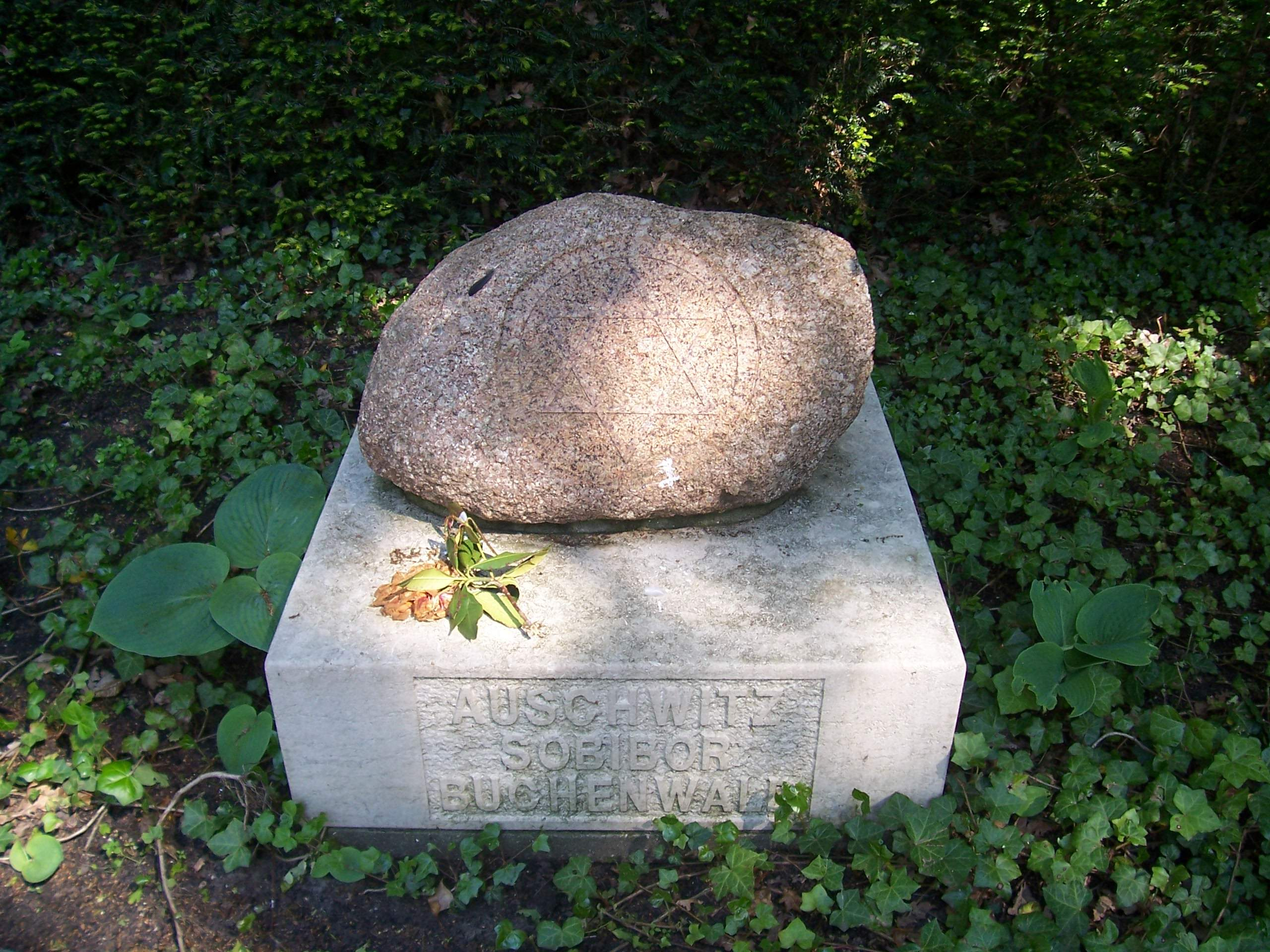

Aalten ·
Apeldoorn ·
Arnhem ·
Barneveld ·
Berg en Dal ·
Berkelland ·
Beuningen ·
Bronckhorst ·
Brummen ·
Buren ·
Culemborg ·
Doesburg ·
Doetinchem ·
Druten ·
Duiven ·
Ede ·
Elburg ·
Epe ·
Ermelo ·
Harderwijk ·
Hattem ·
Heerde ·
Heumen ·
Lingewaard ·
Lochem ·
Maasdriel ·
Montferland ·
Neder-Betuwe ·
Nijkerk ·
Nijmegen ·
Nunspeet ·
Oldebroek ·
Oost Gelre ·
Oude IJsselstreek ·
Overbetuwe ·
Putten ·
Renkum ·
Rheden ·
Rozendaal ·
Scherpenzeel ·
Tiel ·
Voorst ·
Wageningen ·
West Betuwe ·
West Maas en Waal ·
Westervoort ·
Wijchen ·
Winterswijk ·
Zaltbommel ·
Zevenaar ·
Zutphen